# Xtreme Rock Racing
Xtreme Rock Racing (XRRA) is een off-road raceklasse met verschillende afdelingen wereldwijd. De auto's die meedoen zijn geen standaard SUV's. De auto's lijken meer op die uit de Monster Jam. Alle soorten motorblokken zijn toegestaan. De races worden gehouden op speciale off-road circuits met extra hindernissen zoals grote rotsblokken. De teams bestaan uit een coureur en een 'spotter'. De spotter verkent het terrein en geeft aanwijzingen hoe de coureur moet rijden. 
Er zijn verschillende klassen:
- Super Crawl, de koningsklasse, voor erg gemodificeerde off-road voertuigen
- Modified Class, voor verhoogde auto's en buggy's
- Stock Jeep, voor nagenoeg standaard Jeep Wranglers
- Stock Class, voor nagenoeg standaard Suzuki's, Land Rovers etc.

## Verenigde Staten
In de Verenigde Staten zijn er twee divisies: Oost en West. De westelijke divisie is de grootste. Er doen 40 auto's mee. In de oostelijke divisie doen er 20 auto's mee. Eens per jaar, aan het einde van het seizoen is er een groot evenement 'East meets West'. Bij dit evenement racen de teams uit het oosten en het westen tegen elkaar.

## Mexico
Het Xtreme Rock Racing kampioenschap begon in Mexico in 2002. Deze organisatie organiseert ook de WRC Rally van Mexico. 

## Duitsland
Er is ook een versie in Duitsland van dit kampioenschap. Er doen hier 18 teams mee.